# Uddevalla flickskola
Uddevalla flickskola var en flickskola i Uddevalla som var verksam under olika namn från 1878 till 1971. Den baserades på tidigare flickskoleverksamhet i staden och flyttade 1896 in i en nybyggd jugendbyggnad i tegel. 1971 försvann flickskolesystemet, och den kommunala musikskolan (numera kulturskolan) flyttade in.

## Historia
Skolans historia inleddes med öppningen av två privata flickskolor år 1848 samt en tredje 1864. År 1862 övertog Eva Rodhe, syster till rektorn på läroverket, posten som rektor på en av skolorna som fick namnet Uddevalla elementarläroverk för flickor. Den fick del av de nyinstiftade statsbidragen till flickskolor, och verksamheten kunde utökas med fler elever och årskurser.
Rodhe lämnade skolan 1878. Han efterföljdes 1880 som rektor av Olof Ahlner, tidigare lärare vid läroverket och vice ordförande i det kommunala skolrådet.
De två kvarvarande flickskolorna slogs 1881 ihop till en gemensam skola under Ahlners ledning. Denna höll till i ett hus på Lagerbergsgatan som dock snart blev för litet. Staden skänkte en tomt vid Margretegärde till skolan, som lät bygga en skolbyggnad i jugendstil av rött tegel på en hög granitsockel. Byggnaden ritades av den lokala arkitekten Eugen Thorburn och invigdes den 1 september 1896. Kostnaden var 60 000 kronor.
År 1903 beviljade Kungl. Maj:t skolan ett understöd på 500 kronor om året under tre år, för undervisning i huslig ekonomi. 1916 utvidgades skolan med en flygel mot Skolgatan, med gymnastik- och skolsalar.
Elevantalet ökade och nådde som mest (år 1919) 330, varav några pojkar i förberedande klasser. När flickor 1927 fick tillgång till de högre årskurserna på läroverken, minskade antalet elever på skolan. 1930 övertog kommunen huvudansvaret för skolan som då fick namnet Uddevalla kommunala flickskola.
Kommunen drev skolan till 1971, då den stängdes i samband med att gymnasieskolan infördes. Lokalerna övertogs sedan av den kommunala musikskolan, som numera (2023) bytt namn till Kulturskolan och utbildar personer 5–26 år gamla i musik, dans, teater och bild.